# Al Barr

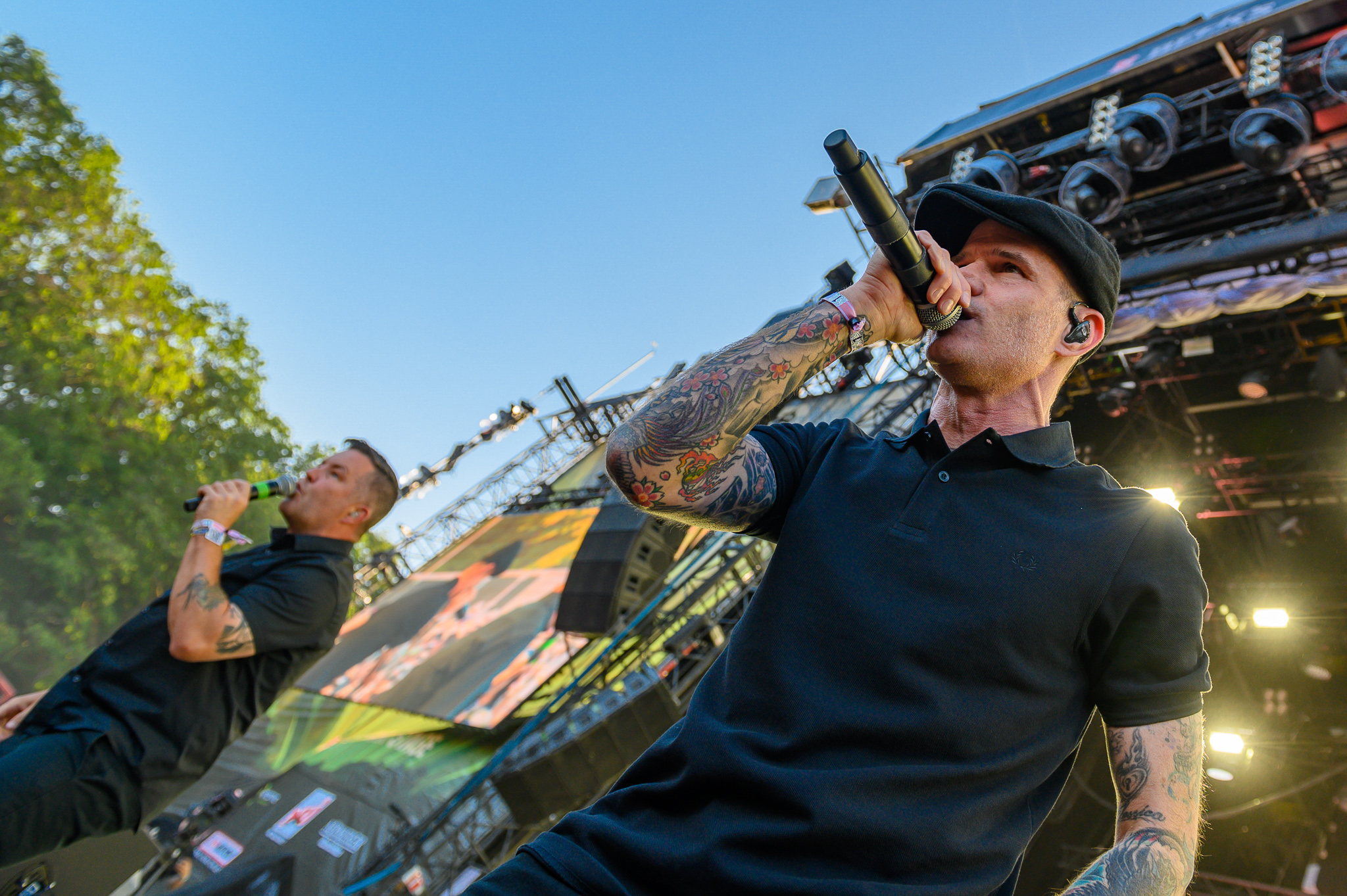
Al Barr bei Rock am Ring 2019

Alexander Martin „Al“ Barr  (* 21. Januar 1968 in Hanover, New Hampshire) ist ein US-amerikanischer Sänger und Frontmann der Dropkick Murphys.
Seine erste Band nannte sich D.V.A. (Direct Vole Assault). Zusammen mit späteren Mitgliedern von Scissorfight, The Radicts, L.E.S. Stitches, und U.S. Bombs gründete er die Band 5 Balls of Power. 
Anschließend war er Mitbegründer und Sänger der Bruisers, einer in den Staaten bekannten Streetpunk/Oi!- Band. 
Diese trat häufig mit den Dropkick Murphys aus Boston auf, und als deren Frontsänger, Mike McColgan, die Band verließ, nahm Barr kurzerhand dessen Posten ein. Das erste Album, welches die Murphys zusammen mit Barr produzierten, war das 1999 erschienene The Gang’s All Here.
Anders als die anderen Mitglieder der Band, die allesamt irische Wurzeln haben, ist Barrs Vater aus Schottland und seine Mutter eine Deutsche. Er spricht zudem auch deutsch und nutzt dies für Ansagen während Konzerten im deutschsprachigen Raum.
Er hat einen Sohn mit dem Namen Strummer, den er nach dem britischen Punkrockmusiker Joe Strummer benannte.